# Palmipenna pilicornis
Palmipenna pilicornis är en insektsart som beskrevs av Bo Tjeder 1967. Palmipenna pilicornis ingår i släktet Palmipenna och familjen Nemopteridae. Inga underarter finns listade i Catalogue of Life.